# Maionese (canção)
Maionese é uma canção da cantora brasileira de axé music Gilmelândia, conhecida na ocasião apenas como Gil. Foi lançada em 17 de novembro de 2001 como primeiro single oficial da carreira solo da cantora após sua saída da Banda Beijo. A canção alcançou o primeiro lugar nas rádios brasileiras, se tornando um dos maiores sucessos do carnaval de 2002.

## Composição
A canção é uma versão da faixa "La Mayonesa", também conhecida apenas como "Bate Que Bate", do extinto grupo de cumbia uruguaio Chocolate, lançada originalmente em 2000 para o disco Grandes Éxitos.

## Recepção da crítica
O site Clique Music, da UOL, declarou que a canção surpreende pela latinidade, porém destaca-a como infame. Érick Melo do portal Carnasite, especializado em axé music, classificou a canção como três de cinco estrelas e fez críticas mistas à canção dizendo inicialmente que a faixa tem "um refrão contagiante e simples", porém destacando negativamente outro ponto da canção:
| “ | Sua levada pop/dance não combinou com a cantora baiana. Sinto Gil meio perdida, sufocada e até infeliz quando está cantando “Maionese”. E não aquela Gil sapeca e de sorriso maroto, que estávamos acostumados a acompanhar na Banda Beijo | ” |

## Desempenho nas tabelas
| Paradas (2001)          | Posição |
| ----------------------- | ------- |
| Brasil — Hot 100 Brasil | 1       |

## Histórico de lançamento
| País   | Data                   | Formato                   | Gravadora       |
| ------ | ---------------------- | ------------------------- | --------------- |
| Brasil | 17 de novembro de 2001 | download digital, Airplay | Universal Music |